# Psectraglaea carnosa
Psectraglaea carnosa är en fjärilsart som beskrevs av Augustus Radcliffe Grote 1877. Psectraglaea carnosa ingår i släktet Psectraglaea och familjen nattflyn. Inga underarter finns listade i Catalogue of Life.